# Joe Profaci
Joe Profaci, właśc. Giuseppe Profaci (ur. 2 października 1896, zm. 7 czerwca 1962) – amerykański gangster pochodzenia sycylijskiego działający w Nowym Jorku. Stanął wówczas na czele Rodziny Profaci jednej z ówczesnych nowojorskich po zakończeniu wojny castellammaryjskiej.
Urodził się w Villabate w prowincji Palermo na Sycylii. W 1916 roku został aresztowany za usiłowanie gwałtu i kradzież, po czym zwolniony. W 1920 roku skazany na rok za kradzież – wyszedł na wolność w 1921 roku. W tym samym roku przybył do Stanów Zjednoczonych – najpierw trafił do Chicago, a później do Nowego Jorku.
W 1927 roku przyjął obywatelstwo amerykańskie.
Słynął ze skąpstwa – pobierał od każdego członka rodziny składkę członkowską w wysokości 25 dolarów – oraz brutalnego i bezwzględnego rozprawiania się z niewygodnymi konkurentami.
Uchodził również za gorliwego katolika, uczęszczał do brooklyńskiego kościoła pod wezwaniem św. Bernadetty.
Borykał się z wieloma problemami wewnątrz rodziny – toczył walki z braćmi Gallo w latach 1960–1962 o podział w zyskach – nie przejawiał szczególnej sympatii do Carla Gambiny i Tommy'ego Lucchesego, podejrzewając, o knucie przeciw niemu.
Zmarł 7 czerwca 1962 roku na raka wątroby. Po jego śmierci stanowisko bossa objął Joe Magliocco, który zmarł 28 grudnia 1963 roku. Następnym szefem został Joe Colombo, od którego nazwiska rodzina przekształciła się w rodzinę Colombo.